# Alexandra Bracken
Alexandra Bracken (Scottsdale, 27 febbraio 1987) è una scrittrice statunitense, autrice di bestseller del New York Times. Il suo romanzo d'esordio, Brightly Woven, è stato pubblicato nel 2010.

## Biografia
Alexandra Bracken è cresciuta a Scottsdale, in Arizona. Tornò in Arizona dopo aver vissuto per molti anni a New York dove ha lavorato nell'industria editoriale per bambini, prima come assistente editoriale, poi nel marketing. Dopo sei anni, ha deciso di scrivere a tempo pieno. Si è laureata alla Chaparral High School nel 2005 e ha frequentato The College of William and Mary a Williamsburg, Virginia, diplomandosi con lode in storia e inglese nel maggio 2009.

## Opere

### Narrativa per giovani adulti

#### Opere singole
- Brightly Woven, EgmontUSA, 2010 (inedito in Italia).
- Lore (Lore, 2021), Sperling & Kupfer, Milano, 2022.

#### SerieDarkest Minds
1. Darkest Minds (The Darkest Minds, 2012), Sperling & Kupfer, 2018.
2. Darkest Minds 2: Una Ragazza Pericolosa (Never Fade, 2013), Sperling & Kupfer, 2018.
3. Darkest Minds 3: L'Ultimo Bagliore (In The Afterlight, 2014), Sperling & Kupfer, 2018.
4. Through the Dark. Attraverso il buio (Through the Dark,6 ottobre 2015), Sperling & Kupfer, 2019.
5. Darkest Minds 4: La Fuga ( The Darkest Legacy, 2018), Sperling & Kupfer, 2019.

Fa parte della serie anche la raccolta di racconti The Rising Dark: A Darkest Minds Collection, pubblicata l'11 gennaio 2018 in lingua originale.

#### Passenger
1. Passenger (Passenger, 2016), Sperling & Kupfer, 2017.
2. Traveller (Wayfarer, 2017), Sperling & Kupfer, 2017.

### SerieSilver in the Bone
1. Silver in the Bone (Silver in the Bone, 2023), Sperling & Kupfer, Milano, 2023.

#### Universo di Star Wars
- Star Wars: Una nuova speranza - La principessa, la canaglia e il giovane fattore (Episode IV A New Hope: The Princess, the Scoundrel, and the Farmboy, 2015), Giunti, 2016.

### Libri per ragazzi

#### Serie delMalefico caso Alastor contro Redding
1. Il malefico caso Alastor contro Redding (The Dreadful Tale of Prosper Redding, 2017), Il Battello a Vapore, 2018.
2. L'ultima vita del Principe Alastor  (The Last Life of Prince Alastor, 2019), Il Battello a Vapore, 2019.